# Dungeons & Dragons: The Book of Vile Darkness
Dungeons & Dragons: The Book of Vile Darkness es la tercera película de la serie cinematográfica basada en el juego de rol Dungeons & Dragons. Al igual que la segunda parte de la serie, ha sido dirigida por Gerry Lively. Fue rodada en Bulgaria en 2011 y lanzada al mercado en formato de DVD en el Reino Unido el 9 de agosto de 2012.

## Sinopsis
Un noble guerrero se ve obligado a tener que combatir con dragones y demonios. Siente el deber de respetar su código moral, pero aun así acaba uniéndose a un grupo de villanos para poder rescatar a su padre, que ha sido secuestrado por Shathrax, el Desollador de Mentes, quien planea la destrucción del mundo.

## Reparto
- Charlotte Hunter: Carlotta
- Jack Derges: Grayson
- Anthony Howell: Ranfin
- Eleanor Gecks: Akordia
- Dominic Mafham: el alcalde de Little Silver Keep
- Habib Nasib Nader: Vimak
- Barry Aird: Bezz
- Meagan Good: Karima
- Kaloian Vodenicharov: Shifter
- Ryan Jackson: Warlock

## El Libro de la Oscuridad Vil
Dentro de la ficción del juego, el Libro de la Oscuridad Vil es un libro sobrenatural que sirve de guía de referencia para los que practican el mal. Aunque listado como un objeto mágico en la segunda edición, la historia de este volumen y de sus copias fue primeramente descrita en el suplemento de mismo título (Libro de la oscuridad vil). El Libro de la Oscuridad Vil fue incluido en la Guía del dungeon master de la tercera edición revisada del juego (edición de Wizards of the Coast), donde se lo consideró como un artefacto menor. El suplemento fue adaptado a la cuarta edición del juego para que se lo pudiera publicar en fechas próximas al estreno de la película. En términos de juego, este objeto mágico concede puntos de experiencia y bonificadores para el atributo de sabiduría de magos malvados, mientras que daña o corrompe a los de otros alineamientos.